# المناطق التي ضمتها ألمانيا النازية

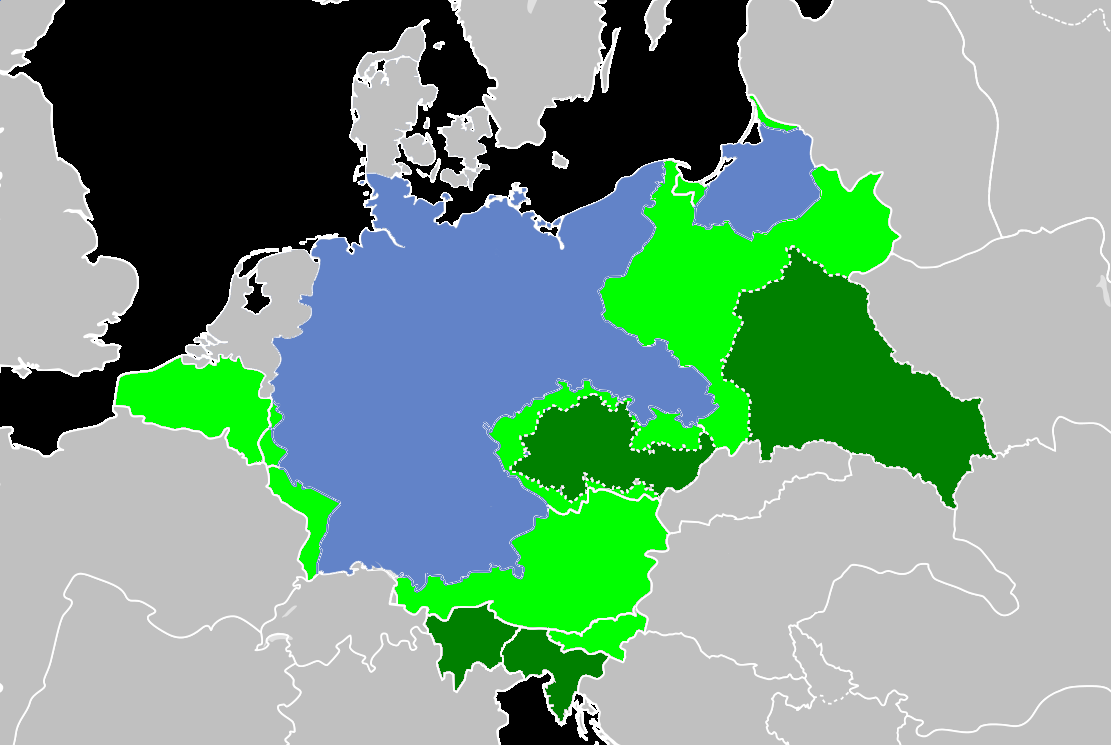
في اتجاه عقارب الساعة من الشمال: ميمللاند ، دانزيغ ، الأراضي البولندية ، الحكومة العامة ، السوديت ، بوهيميا-مورافيا ، أوستمارك (آنشلوس)، شمال سلوفينيا ، ساحل البحر الأدرياتيكي ، سفوح جبال الألب ، الألزاس-لورين ، لوكسمبورغ ، Eupen-Malmédy ، رايخسجاو والونيا ، Flanders and Nord باس دي كاليه. كانت المناطق باللون الأخضر الفاتح هي المناطق التي تم ضمها بالكامل، بينما المناطق ذات اللون الأخضر الداكن هي المناطق التي تم دمجها جزئيًا. تظهر أراضي ألمانيا قبل عام 1938 باللون الأزرق.

كانت هناك العديد من المناطق التي ضمتها ألمانيا النازية قبل الحرب العالمية الثانية وخلالها.

## الأراضي التي ضمت بالكامل

أوروبا التي تحتلها ألمانيا في ذروة فتوحات المحور في عام 1942

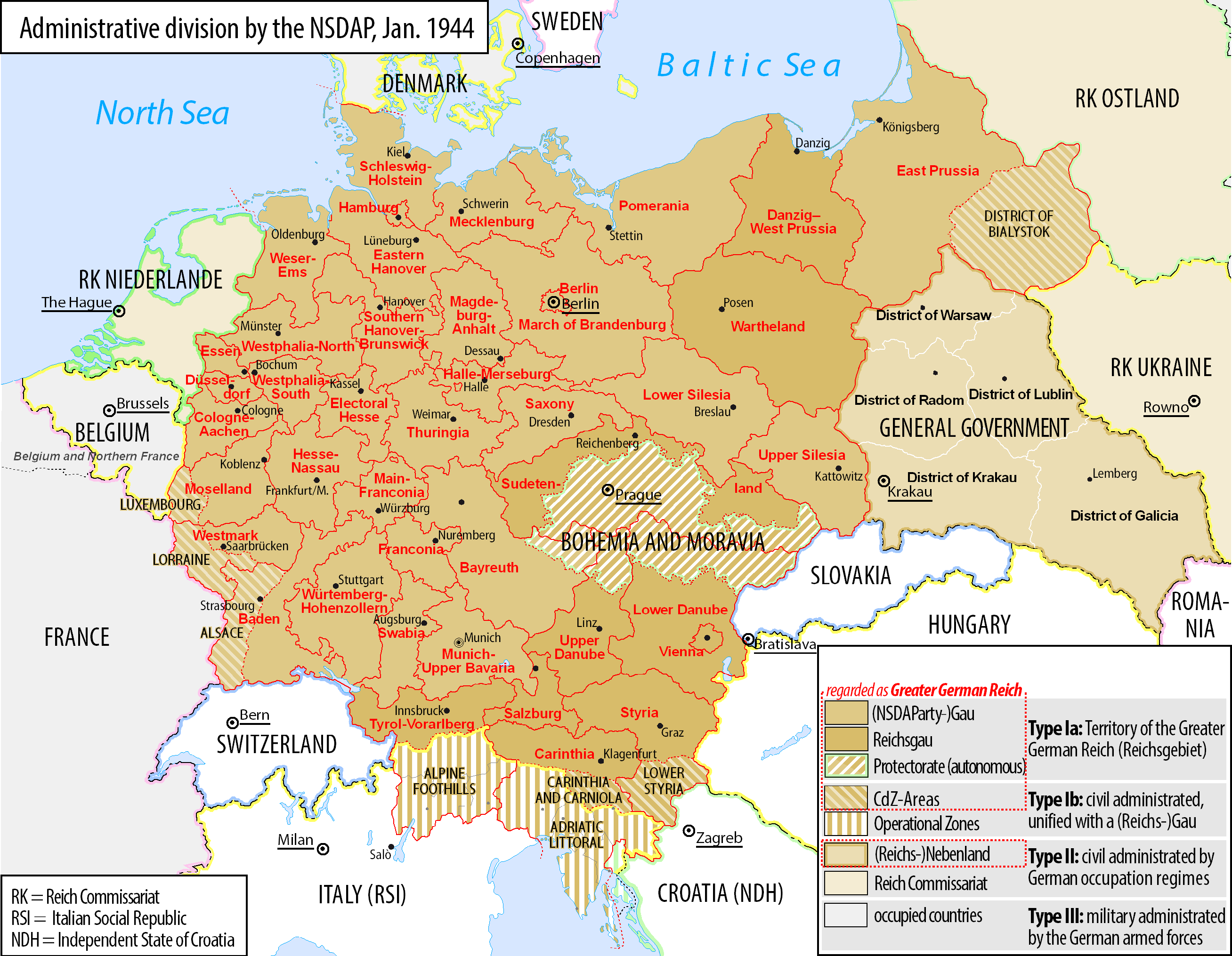
جاو ورايخسجاو وغيرها من التقسيمات الإدارية لألمانيا في يناير 1944

المناطق المذكورة أدناه هي تلك التي تم ضمها بالكامل إلى ألمانيا.
| تاريخ الضم              | Annexed area                                                        | Succeeded by                                                             |
| ----------------------- | ------------------------------------------------------------------- | ------------------------------------------------------------------------ |
| 1935-03-01              | أراضي حوض سار                                                       | Gau Palatinate-Saar                                                      |
| 1938-03-12              | دولة النمسا الاتحادية                                               | Reichsgau Carinthia                                                      |
| 1938-03-12              | دولة النمسا الاتحادية                                               | Reichsgau Lower Danube                                                   |
| 1938-03-12              | دولة النمسا الاتحادية                                               | Reichsgau Salzburg                                                       |
| 1938-03-12              | دولة النمسا الاتحادية                                               | Reichsgau Styria                                                         |
| 1938-03-12              | دولة النمسا الاتحادية                                               | Reichsgau Tirol-Vorarlberg                                               |
| 1938-03-12              | دولة النمسا الاتحادية                                               | Reichsgau Upper Danube                                                   |
| 1938-03-12              | دولة النمسا الاتحادية                                               | Reichsgau Vienna                                                         |
| 1938-10-01              | السوديت، بوهيميا، الجمهورية التشيكوسلوفاكية                         | Gau Bavarian Eastern March                                               |
| 1938-10-01              | السوديت، بوهيميا، الجمهورية التشيكوسلوفاكية                         | Reichsgau Upper Danube                                                   |
| 1938-10-01              | السوديت، بوهيميا، الجمهورية التشيكوسلوفاكية                         | Reichsgau Lower Danube                                                   |
| 1938-10-01              | السوديت، بوهيميا، الجمهورية التشيكوسلوفاكية                         | Territory of the Chief of Civil Administration of the Sudetenland        |
| 1938-10-01              | السويدت، مورافيا-سيليزيا تشيكوسلوفاكيا                              | Reichsgau Lower Danube                                                   |
| 1938-10-01              | السويدت، مورافيا-سيليزيا تشيكوسلوفاكيا                              | Territory of the Chief of Civil Administration of the Sudetenland        |
| 1939-03-16              | بوهيميا، تشيكوسلوفاكيا                                              | Gau Bavarian Eastern March                                               |
| 1939-03-16              | بوهيميا، تشيكوسلوفاكيا                                              | Protectorate of Bohemia and Moravia                                      |
| 1939-03-16              | مورافيا سيليسيا، تشيكوسلوفاكيا                                      |                                                                          |
| 1939-03-16              | Reichsgau Lower Danube                                              |                                                                          |
| 1939-03-16              | بوهيميا، تشيكوسلوفاكيا                                              |                                                                          |
| 1939-03-16              | Reichsgau Sudetenland                                               |                                                                          |
| 1939-03-16              | مورافيا سيليسيا، تشيكوسلوفاكيا                                      |                                                                          |
| 1939-03-16              | بوهيميا، تشيكوسلوفاكيا                                              | Reichsgau Upper Danube                                                   |
| 1939-03-23              | ميمللاند، ليتوانيا                                                  | Gau East Prussia                                                         |
| 1939-09-02              | مدينة دانزيغ الحرة                                                  | Territory of the Chief of Civil Administration of Danzig                 |
| 1939-10-08              | الإدارة العسكرية في بولندا                                          | Gau East Prussia                                                         |
| 1939-10-08              | الإدارة العسكرية في بولندا                                          | Gau Silesia                                                              |
| 1939-10-08              | الإدارة العسكرية في بولندا                                          | رايخسجاو فارتيلاند                                                       |
| 1939-10-08              | الإدارة العسكرية في بولندا                                          | Reichsgau West Prussia                                                   |
| 1940-05-18              | Eupen-Malmedy، لياج والونيا، الإدارة العسكرية في بلجيكا وشمال فرنسا | Gau Cologne-Aachen                                                       |
| 1942-07-29              | الإدارة العسكرية في لوكسمبورغ                                       | Territory of the Chief of Civil Administration of Luxembourg             |
| 1940-08-02              | موزيل، فرنسا الفيشية                                                | Territory of the Chief of Civil Administration of Lorraine               |
| 1940-08-02              | -الراين الأسفل، فرنسا الفيشية                                       | Territory of the Chief of Civil Administration of Alsace                 |
| 1940-08-02              | الراين الأعلى، فرنسا الفيشية                                        | Territory of the Chief of Civil Administration of Alsace                 |
| 1941-04-17              | الإدارة العسكرية في يوغسلافيا                                       | Territory of the Chief of Civil Administration of Carinthia and Carniola |
| 1941-04-17              | الإدارة العسكرية في يوغسلافيا                                       | Territory of the Chief of Civil Administration of Lower Styria           |
| 1941-07-22              | الإدارة العسكرية في الاتحاد السوفيتي                                | Territory of the Chief of Civil Administration of Bialystok              |
| 1944-12-18 – 1944-12-25 | دونكيرك، نور، الحكومة المؤقتة للجمهورية الفرنسية                    | Reichsgau Flanders                                                       |
| 1944-12-18 – 1944-12-25 | والونيا، بلجيكا                                                     | Reichsgau Wallonia                                                       |

## المناطق المدمجة جزئيا
المناطق المذكورة أدناه هي تلك التي تم دمجها جزئيًا في الرايخ الألماني الكبير.
| تاريخ التأسيس | السابقة                              | التالية                                  |
| ------------- | ------------------------------------ | ---------------------------------------- |
| 1939-10-12    | الإدارة العسكرية في بولندا           | الحكومة العامة للأراضي البولندية المحتلة |
| 1941-08-01    | الإدارة العسكرية في الاتحاد السوفيتي | مقاطعة غاليسيا، الحكومة العامة           |
| 1941-08-01    | الإدارة العسكرية في الاتحاد السوفيتي | مقاطعة كراكوف، الحكومة العامة            |

| تاريخ التأسيس | السابقة                         | التالية                        |
| ------------- | ------------------------------- | ------------------------------ |
| 1943-09-10    | مقاطعة غوريتسيا، مملكة إيطاليا  | منطقة عمليات البحر الأدرياتيكي |
| 1943-09-10    | مقاطعة ليوبليانا، مملكة إيطاليا | منطقة عمليات البحر الأدرياتيكي |
| 1943-09-10    | مقاطعة بولا، مملكة إيطاليا      | منطقة عمليات البحر الأدرياتيكي |
| 1943-09-10    | مقاطعة فيومي، مملكة إيطاليا     | منطقة عمليات البحر الأدرياتيكي |
| 1943-09-10    | مقاطعة تريست، مملكة إيطاليا     | منطقة عمليات البحر الأدرياتيكي |
| 1943-09-10    | مقاطعة أوديني، مملكة إيطاليا    | منطقة عمليات البحر الأدرياتيكي |
| 1943-09-10    | مقاطعة بلونو، مملكة إيطاليا     | منطقة عمليات سفوح جبال الألب   |
| 1943-09-10    | مقاطعة بولسانو، مملكة إيطاليا   | منطقة عمليات سفوح جبال الألب   |
| 1943-09-10    | مقاطعة ترينتو، مملكة إيطاليا    | منطقة عمليات سفوح جبال الألب   |

## مناطق كان من المخطط ضمها
| تاريخ الإعلان عن الضم | منطقة مخططة للضم                                | التسمية المخطط لها    |
| --------------------- | ----------------------------------------------- | --------------------- |
| 1944-12-15            | بروكسل، مملكة بلجيكا                            | مقاطعة بروكسل         |
| 1944-12-15            | فلاندر، مملكة بلجيكا                            | مفوضية الرايخ فلاندرز |
| 1944-12-15            | كومنز وارنتون، والونيا، مملكة بلجيكا            | مفوضية الرايخ فلاندرز |
| 1944-12-15            | نور، الحكومة المؤقتة للجمهورية الفرنسية         | رايخسجاو والونيا      |
| 1944-12-15            | با دو كاليه، الحكومة المؤقتة للجمهورية الفرنسية | رايخسجاو والونيا      |
| 1944-12-15            | فورين، فلاندر، مملكة بلجيكا                     | رايخسجاو والونيا      |
| 1944-12-15            | والونيا، مملكة بلجيكا                           | رايخسجاو والونيا      |

في النظام النازي الجديد القادم، تم النظر في ضم أراضي أخرى عاجلاً أم آجلاً، على سبيل المثال شمال شليسفيغ، سويسرا الناطقة بالألمانية، ومنطقة المستوطنة الألمانية في شمال شرق فرنسا، حيث كانت منطقة جاو أو مفوضية الرايخ تتركز فيبرغونية المنوي إنشائها، والتي أراد هاينريش هيملر أن يحولها إلى إقطاعيات شوتزشتافل الخاصة. كان الهدف هو توحيد كل أو أكبر عدد ممكن من فولكس دويتشه والشعوب الجرمانية، بما في ذلك غير الناطقين بالألمانية الذين يعتبرون من "الآريين"، في الرايخ الجرماني الأكبر.
كان الهدف من مفوضية الرايخ الشرقية في المناطق الشاسعة لأوكرانيا وروسيا للاندماج في المستقبل في ذلك الرايخ، مع وجود خطط لهم تمتد إلى نهر الفولغا أو حتى خارج جبال الأورال، حيث كان من الممكن الوصول إلى أقصى الروافد الغربية للنفوذ الإمبراطوري الياباني، وذلك بعد إنتصار محور في الحرب العالمية الثانية. لقد تم اعتباره من الأمور الحيوية لبقاء الأمة الألمانية، حيث كان من المبادئ الأساسية للنازية أن ألمانيا كانت بحاجة إلى «مساحة معيشية» (ليبنسراوم)، و«الزحف نحو الشرق» (Drang nach Osten).

وكان من المقرر ضم شمال شرق إيطاليا في نهاية المطاف، بما في ذلك المنطقة الحيوية لساحل البحر الأدرياتيكي ومنطقة العمليات في سفوح جبال الألب، وكذلك منطقة فينيتو. ذهب غوبلز إلى حد اقتراح السيطرة على لومبارديا أيضًا: 
 واقترح ضم شمال إيطاليا بأكمله أيضًا على المدى الطويل.